# Thalaina angulosa
Thalaina angulosa là một loài bướm đêm trong họ Geometridae.